# Aeropuerto Internacional de Yap
Aeropuerto internacional de Yap (en inglés: Yap International Airport) es un aeropuerto situado en Yap, la isla principal del Estado de Yap en los Estados Federados de Micronesia, un país en el océano Pacífico que pertenece a Oceanía. Tiene asignado el código de la Asociación Internacional de Transporte Aéreo (IATA): YAP y el código de la Organización de Aviación Civil Internacional (OACI): PTYA. Se eleva 28 metros sobre el nivel del mar y se ubica en el sudoeste de Colonia, la capital.

## Aerolíneas y destinos
| Aerolíneas                  | Destinos                                     |
| --------------------------- | -------------------------------------------- |
| Caroline Islands Air        | Chárter: Chuuk, Fais, Koror, Pohnpei, Ulithi |
| Pacific Missionary Aviation | Fais, Koror, Ulithi                          |
| United Airlines             | Guam                                         |